# Mad Max: Cupola tunetului
Mad Max: Cupola Tunetului este un film SF postapocaliptic australian din 1985 regizat de George Miller. În rolurile principale joacă actorii Mel Gibson și Tina Turner.

## Distribuție
- Mel Gibson -  Max
- Tina Turner -  Aunty Entity
- Bruce Spence -  Jedediah
- Angelo Rossitto -  Master
- Helen Buday -  Savannah Nix
- Frank Thring -  Der Sammler
- Robert Grubb -  Pig Killer
- Mark Kounnas -  Gekko
- Paul Larsson -  Blaster
- Angry Anderson -  Ironbar
- George Spartels -  Blackfinger

## Vezi și
- Listă de filme distopice